# Unreal Estate
Unreal Estate è il secondo album live registrato dalla death metal band svedese Entombed.

## Tracce
1. DCLXVI/Intermission – 3:58
2. Chief Rebel Angel – 3:35
3. Say It in Slugs – 4:08
4. It is Later Than You Think – 2:56
5. Returning to Madness – 3:06
6. Mental Twin – 2:59
7. Night of the Vampire – 4:17
8. Unreal Estate – 0:59
9. In the Flesh – 4:04
10. Something Out of Nothing – 3:18
11. Left Hand Path – 5:15

## Formazione
- Lars-Göran Petrov - voce
- Uffe Cederlund - chitarra
- Alex Hellid - chitarra
- Jörgen Sandström - basso
- Peter Stjärnvind - batteria